# Myotis longipes
Myotis longipes (Dobson, 1873) è un pipistrello della famiglia dei Vespertilionidi diffuso nel Subcontinente indiano e in Cina.

## Descrizione

### Dimensioni
Pipistrello di piccole dimensioni, con la lunghezza della testa e del corpo tra 43 e 46 mm, la lunghezza dell'avambraccio tra 36 e 39 mm, la lunghezza della coda tra 37 e 42 mm, la lunghezza del piede tra 9 e 10 mm, la lunghezza delle orecchie tra 10 e 15 mm.

### Aspetto
La pelliccia è soffice e densa. Le parti dorsali sono bruno-grigiastre, con le punte dei peli più chiari, mentre le parti ventrali sono nero-brunastre, con la base dei peli bianco-crema. Il muso è densamente ricoperto di peli. Le orecchie sono lunghe, strette e con la punta arrotondata. Il trago è stretto e lungo circa la metà del padiglione auricolare. Le ali sono attaccate posteriormente all'estremità dei metatarsi. I piedi sono lunghi più della metà della tibia. La coda è lunga ed è inclusa completamente nell'ampio uropatagio. Il cranio è robusto, la scatola cranica è rotonda, con una cresta sagittale mancante o poco sviluppata e le arcate zigomatiche espanse. Il terzo premolare superiore è piccolo e giace all'interno della linea alveolare.

## Biologia

### Comportamento
Si rifugia all'interno di grotte, crepacci, fessure di vecchi edifici, tunnel e canali sotterranei. Forma grandi colonie di diverse migliaia di individui. L'attività predatoria solitamente inizia molto presto la sera.

### Alimentazione
Si nutre di insetti catturati vicino ai corsi d'acqua.

## Distribuzione e habitat
Questa specie è diffusa nell'Afghanistan centro-orientale, Pakistan nord-occidentale, stati indiani del Jammu e Kashmir e del Meghalaya; Nepal centrale e nella provincia cinese del Guizhou. Gli avvistamenti in Vietnam sono invece considerati non attendibili.
Vive nelle foreste primarie e secondarie.

## Conservazione
La IUCN Red List, considerata la mancanza di informazioni sufficienti sull'areale, i requisiti ecologici, le minacce e lo stato di conservazione, classifica M.longipes come specie con dati insufficienti (DD).